# Kawanishi E13K
Kawanishi E13K — проєкт розвідувального гідролітака Імперського флоту Японії періоду Другої світової війни.

## Історія створення
Наприкінці 1937 року командування ВПС Імперського флоту Японії видало замовлення 12-Сі на розробку нового ближнього двомісного розвідувального літака на заміну застарілого Kawanishi E7K.
У конкурсі взяли участь фірми Aichi, Nakajima та Kawanishi. Пізніше завдання було змінене — екіпаж мав складатись з 3 осіб, а дальність польоту мала суттєво зрости.
Оцінивши свої можливості, Kawanishi зосередилась на тримісній машині, яка отримала назву E13K.
Перший прототип був готовий наприкінці серпня 1938 року. Це був тримісний суцільнометалевий низькоплан, оснащений двигуном Mitsubishi Kinsei 3-Kai потужністю 910 к.с. Літак був озброєний одним 7,7-мм кулеметом «Тип 92» і міг нести одну 250-кг бомбу під фюзеляжем або чотири 60-кг бомби на підвісках під крилом.
Порівняльні випробування E13K та його конкурента Aichi E13A розпочались у жовтні 1938 року. E13K переважав конкурента по багатьох параметрах, крім максимальної швидкості. Але він виявився складнішим в експлуатації та обслуговуванні, тому у серійне виробництво був запущений E13A.
Незабаром перший прототип E13K зазнав аварії та був зруйнований, а другий пропав безвісти під час випробувального польоту.

## Тактико-технічні характеристики

### Технічні характеристики
- Екіпаж: 3 чоловік
- Довжина: 11,73 м
- Висота: 4,45 м
- Розмах крила: 14,49 м
- Площа крила: 34,00 м²
- Маса пустого: 2 170 кг
- Максимальна маса зльоту: 4 000 кг
- Двигун: 1 х Mitsubishi Kinsei 3-Kai
- Потужність: 910 к. с.

### Льотні характеристики
- Максимальна швидкість: 350 км/г
- Крейсерська швидкість: 222 км/г
- Практична стеля: 6 690 м

### Озброєння
- Кулеметне: 1 × 7,7 мм кулемет «Тип 92»
- Бомбове навантаження: до 250 кг бомб